# Ranx la Ciudad Viviente
Ranx, la Ciudad Viviente es un personaje de ficción del Universo de DC Comics, un villano y miembro de los Sinestro Corps. Siendo una ciudad viviente, Ranx tiene consciencia y razonamiento propios.

## Historia
Se desconoce actualmente dónde y cómo se creó a Ranx. Sus apariciones son muy pocas. Se le vio por primera vez en acción durante su batalla con Guy Gardner (cómic) en Green Lantern Corps N.º 5-6.

## La Profecía de Abin Sur
En su estancia en el planeta de Ysmault, donde el Imperio de las Lágrimas es mantenido como prisionero, Abin Sur habló con el demonio Qull. Este ser le concedió a Abin Sur el derecho a tres preguntas. En su tercer pregunta, la cual mencionaba la destrucción de los Green Lantern Corps, Qull le dijo a Abin Sur que Ranx detonaría una bomba en el centro de Mogo matándolo y acabando con los Green Lantern Corps.

## La Guerra de los Sinestro Corps
Ranx se unió a la Sinestro Corps con la promesa de poder tener su venganza en contra del Linterna Verde Guy Gardner. Formó parte de la primera línea de ataque en contra de Mogo y fue el encargado de cavar para llegar al núcleo de Mogo para así poder destruirlo. Ranx fue finalmente destruida por Sodam Yat.
- Datos: Q1761251